# Gran Premio Clásico Simón Bolívar
Gran Premio Clásico Simón Bolívar, principal carrera del Hipódromo La Rinconada, es la más importante competición de turf en Venezuela y es disputado en pista de arena. Fue creado el 16 de junio de 1946. Es el clásico que ha recibido menos modificaciones en cuanto a fecha y distancia, no siendo así en el premio, pues en esa época se otorgaba al ganador Bs. 25.000 y actualmente son 75.000.000. En cuanto a la distancia, desde 1946 hasta 1969 se corrieron 2.000 metros y desde 1970 hasta ahora 2400 metros. Pueden competir purasangres de 3 y 4 años (desde 2020 se corre para purasangres de 3 y más años), nacionales o extranjeros.
Se empezó a correr en 1946, cuando ejercía la presidencia del Hipódromo Nacional, el doctor Julio de Armas.

## Fecha de la competición
Este clásico se corre el día de San Simón el Zelote, 28 de octubre, o el domingo más cercano a este. Sólo en dos oportunidades se ha corrido fuera de fecha, la primera en 1992, por una huelga de caballerizos, se corrió el 22 de noviembre y en la edición de 1996, por fallas eléctricas, corriéndose el 3 de noviembre. Y en 2012 también por huelga de trabajadores, se corrió el 4 de noviembre de 2012. Por las mismas causas no se realizó en el año 2016. Y debido a la pandemia de COVID-19 se cambió para la semana de la muerte del Libertador Simón Bolívar corriéndose el 20 de diciembre de 2020 desde entonces hasta 2022 se corrió sin público.

## Historial de la prueba
El primero ganador de este Grande Premio fue en 1946 , Seriote, argentino , (hijo de otro argentino Cardenio).
Socopo Fue el primer purasangre venezolano en ganar este Gran Premio en el 1966 hazaña que rememoraron Arzak en 2003, Squeeze Play en 2011 y Lusitano en 2021.
Solo 9 yeguas han ganado esta carrera que son Pensilvania en 1959, Feusinha en 1965, Trinycarol en 1982, Princess Run en 1985, Climalba en 1991, Green Gold (Por vía de distanciamiento) en 1999, Gran Estefanía en 2006, Bambera en 2009, Endrygol en 2019. El único caballo que ganó tanto La Triple Corona Venezolana y el Gran Premio fue Taconeo que lo ganó 2 veces el magno evento (2007 y 2008). Solo 4 caballos ganaron consecutivamente el Clásico, Senegal (1956 y 1957), El Gran Sol (1995 y 1996), Jib Dancer (1997 y 1998) y por último Taconeo (2007 y 2008). Senador y Paunero tienen el único empate en la prueba en 1970. El récord de tiempo del evento lo tiene Dixie Emperor con tiempo de 2:27 4/5 en 2010.
Ángel Francisco Parra es el jinete con más triunfos en el gran premio con 5 victorias; el jinete más joven en la historia en ganar el evento, al conseguirlo con 17 años es Wilfred Vázquez con Apistos en 2020, Adone Bellardí lo había logrado a la edad de 18 años y Gustavo Ávila a los 19 años. Igualmente es el tercer aprendiz en ganar el magno evento, emulando lo hecho por Adone Bellardi en 1968 con  Vivo y Pedro Monterrey con Kabakán en 1984. El entrenador con más victorias la tiene Julio Ayala con 6 triunfos, pero Gustavo Delgado es el entrenador que más veces consecutivas ganó el clásico con 4 triunfos.

## Ganadores
| N.º     | Año  | Ganador          | Jinete                               | Padre             | Madre             |
| ------- | ---- | ---------------- | ------------------------------------ | ----------------- | ----------------- |
| I       | 1946 | Seriote          | Vicente Alemán                       | Cardenio          | Seria             |
| II      | 1947 | Aguafiestas      | Laffit Pincay                        | Pisaverde         | Agapita           |
| III     | 1948 | Hypocrite        | Christian Rebolledo                  | Hyperion          | Friars Belle      |
| IV      | 1949 | Caimán           | Carlos Cruz                          | Full Sail         | Ramilla           |
| V       | 1950 | Impetuoso        | Walter Carrión                       | Baber Shah        | Atocha            |
| VI      | 1951 | Hylander         | Raúl Bustamante                      | Hyperion          | Herringbone       |
| VII     | 1952 | Arcaro           | Perfecto Antonio Chapellín           | Arkina            | Marta             |
| VIII    | 1953 | Los Altos        | Raúl Bustamante                      | Remo              | Griseta           |
| IX      | 1954 | Carril           | Raúl Bustamante                      | Strand'           | Cachapa           |
| X       | 1955 | Préndase         | Ángel "Colorao"Gutiérrez             | Embrujo           | Brownie           |
| XI      | 1956 | Senegal          | Raúl Bustamante                      | Bahram            | Brownie           |
| XII     | 1957 | Senegal          | Raúl Bustamante                      | Bahram            | Brownie           |
| XIII    | 1958 | Escribano        | Manuel Camacaro                      | Edmond            | Orquídea          |
| XIV     | 1959 | Pensilvania ¥    | Gustavo Ávila                        | Sideral           | Minnesota         |
| XV      | 1960 | Cambur           | Carlos Pérez                         | Branding          | Easter Egg        |
| XVI     | 1961 | Prenupcial       | Gustavo Ávila                        | Pretexto          | Intimidad         |
| XVII    | 1962 | Primordial       | Laffit Pincay                        | Mirontón          | Clotilde          |
| XVIII   | 1963 | Ferrumbrás       | Guillermo Gavidia                    | Fierabrás         | Lusitana          |
| XIX     | 1964 | Tronado          | Rogelio Cortez                       | The Yuvaraj       | Her Majesty       |
| XX      | 1965 | Feusinha ¥       | Carlos Pérez                         | Fierabrás         | Tempestiva        |
| XXI     | 1966 | Socopó           | Luis Bolívar                         | Riojano           | Ya Se Ríe         |
| XXII    | 1967 | Chateaubriand    | Enrique Humberto Bouley              | Chivalry          | Petronila         |
| XXIII   | 1968 | Vivo             | Adone Bellardi                       | Choir Boy         | Zoteca            |
| XXIV    | 1969 | Don Florestán    | Balsamino Moreira                    | Petition          | Floria Tosca      |
| XXV     | 1970 | Paunero Senador  | Adone Bellardi José Luis Vargas      | Argur Sound Track | Pomare Rosy Gleam |
| XXVI    | 1971 | Straightway      | Ángel Francisco Parra                | Montparnasse      | Straight Winner   |
| XXVII   | 1972 | McKenna's Gold   | Ángel Francisco Parra                | Fraberge          | Probatica         |
| XXVIII  | 1973 | Vaticinio        | Ángel Francisco Parra                | Cardington King   | No Fail           |
| XXIX    | 1974 | Gorgo            | Rafael Rodríguez "Llanerito" Morales | Right of Way      | Esparta           |
| XXX     | 1975 | Gran Tiro        | Ángel Francisco Parra                | Gilletto          | Edwige            |
| XXXI    | 1976 | Naviero          | Balsamino Moreira                    | El Diablito       | Rose Stamp        |
| XXXII   | 1977 | Arturo B.        | Ángel Francisco Parra                | Chorrobori        | Amorous           |
| XXXIII  | 1978 | Torrejón         | Balsamino Moreira                    | Sadair            | C'est Cela        |
| XXXIV   | 1979 | Negresco         | Eduardo Lamas                        | Polyfoto          | Klairenne         |
| XXXV    | 1980 | Sweet Candy      | Jesús Márquez                        | Bold and Brave    | Thehexess         |
| XXXVI   | 1981 | Tío Julio        | Freddy Mora                          | Great Love        | Alucema           |
| XXXVII  | 1982 | Trinycarol ¥     | Balsamino Moreira                    | Velvet Cap        | Ormera            |
| XXXVIII | 1983 | Salt Lake        | Miguel Blanco                        | Shantallah        | Come December     |
| XXXIX   | 1984 | Kabakán          | Pedro Monterrey                      | Le Notre          | Blossom Face      |
| XL      | 1985 | Princess Run ¥   | Rubén Huerta                         | Run Dusty Run     | Princess Free     |
| XLI     | 1986 | Winton           | Juan Vicente Tovar                   | Transworld        | Rate of Return    |
| XLII    | 1987 | Aragonero        | Rafael Torrealba                     | Gentleman's Word  | La Clem           |
| XLIII   | 1988 | Bolinge          | Jesús Márquez                        | Bold Reason       | Lingeh            |
| XLIV    | 1989 | Gran Edward      | Jesús Márquez                        | Sir Picture       | La Pyramide       |
| XLV     | 1990 | Don Fabián       | Juan Vicente Tovar                   | Countertrade      | Royal Lady        |
| XLVI    | 1991 | Climalba ¥       | José Leonardo Verenzuela             | Climatic          | Albur             |
| XLVII   | 1992 | Veterano         | José Luis "Pumita" Rodríguez         | Dahar             | Bold and Royal    |
| XLVIII  | 1993 | Ta' Fino         | Richard Bracho                       | Irish Breeze      | Open Sky          |
| XLIX    | 1994 | Southern Parts   | Richard Ibarra                       | Slewbop           | Pimpollo          |
| L       | 1995 | El Gran Sol      | Douglas Valiente                     | Barclay Jet       | Gran Amistad      |
| LI      | 1996 | El Gran Sol      | Douglas Valiente                     | Barclay Jet       | Gran Amistad      |
| LII     | 1997 | Jib Dancer       | Ángel Alciro Castillo                | Classical Dancer  | Marimoni          |
| LIII    | 1998 | Jib Dancer       | Douglas Valiente                     | Classical Dancer  | Marimoni          |
| LIV     | 1999 | Green Gold ¥     | Argenis Rosillo                      | Jack of Clubs     | Green Ever        |
| LV      | 2000 | My Own Business  | Emisael Jaramillo                    | Voyageur          | Word Medley       |
| LVI     | 2001 | Rodes            | Irwin Rosendo                        | George Augustus   | Rodina            |
| LVII    | 2002 | Gran Abuelo      | Ángel Alciro Castillo                | Le Voyageur       | Cloak             |
| LVIII   | 2003 | Arzak            | Jaime Lugo                           | Emeritus          | Alyeska           |
| LIX     | 2004 | Sibarita         | Emisael Jaramillo                    | Slew Prince       | Cloak             |
| LX      | 2005 | Rompe Carga      | Irwin Rosendo                        | Aztec Empire      | Glamorous Daisz   |
| LXI     | 2006 | Gran Estefanía ¥ | Édgar Pérez                          | Water Poet        | Money Plus        |
| LXII    | 2007 | Taconeo ±        | Emisael Jaramillo                    | Water Poet        | Alondra Belle     |
| LXIII   | 2008 | Taconeo ±        | Emisael Jaramillo                    | Water Poet        | Alondra Belle     |
| LXIV    | 2009 | Bambera ¥        | Édgar Pérez                          | Water Poet        | Bella Fabiana     |
| LXV     | 2010 | Dixie Emperor    | Lorenzo Lezcano                      | Purge             | Gypsy Hollow      |
| LXVI    | 2011 | Squeeze Play     | Alfredo García Paduani               | Gran Hermano      | Very Happy        |
| LXVII   | 2012 | Comediante       | Marcos Meneses                       | Jazil             | Jordyn Macoma     |
| LXVIII  | 2013 | Chao             | Richard Bracho                       | Marconi           | Too Radiant       |
| LXIX    | 2014 | Dreaming of Gold | Santiago González                    | Documentary       | Mon Amour         |
| LXX     | 2015 | Jorge Zeta       | Rigoberto Sarmiento                  | League Of Nations | Risotto           |
|         | 2016 | No se corrió     | No se corrió                         | No se corrió      | No se corrió      |
| LXXI    | 2017 | Gran Will        | Jaime Lugo                           | Sligo Bay         | Road Warrior      |
| LXXII   | 2018 | Tap Daddy        | Roberth Capriles                     | Scat Daddy        | Easy Tap          |
| LXXIII  | 2019 | Endrygol ¥       | Jaime Lugo                           | Evolutionist      | Quiet Alice       |
| LXXIV   | 2020 | Apistos          | Wilfred Vásquez                      | Deliberately      | Ligia Elena       |
| LXXV    | 2021 | Lusitano         | Jean Carlos Rodríguez                | Quick Mani        | Señora Simona     |
| LXXVI   | 2022 | Danierold        | Jaime Lugo                           | Z Humor           | Anabela           |
| LXXVII  | 2023 | Rod Hendrick     | Jean Carlos Rodríguez                | Roger Rocket      | Quiet Alice       |
| LXXVIII | 2024 | El de Froix      | Francisco Quevedo                    | King Seraf        | Gazelda           |

- Un "±" con cursiva representa un triplecoronado.
- Un "¥" con negrita representa una yegua.
- En subrayado representa al que lo ganó dos veces.

- Datos: Q8964892